# جانوس فيتيس
يوحنا فيتيس (بالمجرية: Vitéz János)‏ (و. 1408 – 1472 م) هو  عالم إنساني، وعالم فلك، وقس، ومُنجم من المجر.

## حياته
كان يوحنا فيتيس أحد مربّي ماتياس كورفينوس، الذي أصبح ملك المجر. وماتياس كورفينوس هو ابن يوحنا هونياد القائد العسكري المجري الذي تولّى مسئولية الدفاع عن الحدود ضد الدولة العثمانية منذ عام 1441م وحتى وفاته، وكان أحد ولاة منطقة إمارة الأردل (ترانسيلڤانيا). 
شغل العديد من المناصب في حكومة ماتياس كورفينوس.

## وفاته
توفي في ازترغوم، عن عمر يناهز 64 عاماً.

## مناصب
تولى منصب رئيس أساقفة، ورئيس الدير.